# IPSC (tir practic)
International Practical Shooting Confederation (IPSC) sau Confederația Internațională de Tir Dinamic, reprezintă tirul dinamic, în care atleți sportivi din toată lumea se întrec pentru a atinge un scor maxim prin punerea în echilibru a celor trei elemente fundamentale ale IPSC și anume acuratețea, puterea și viteza (DVC- Diligentia, Vis, Celeritas), iar scopul final al acestui sport este de a ajunge Campion Mondial IPSC la IPSC Wold Shoot.

## Înființarea și organizarea
Confederația IPSC are ca scop promovarea, îmbunătățirea și dezvoltarea tirului sportiv dinamic IPSC și cultivarea folosirii în deplină siguranță și în mod recreativ a armelor de foc de către persoane cu caracter bun.
Rădăcinile tirului dinamic sunt marțiale, sportul s-a maturizat din acele începuturi la fel ca și karate, scrima sau tirul cu arcul, care s-au dezvoltat din propriile origini.
IPSC s-a înfiintat în luna mai 1976 în orasul Columbia, Statul Missouri USA, sediul a fost stabilit în Oakville, Ontario,
Canada, apoi Suedia si Spania, forul conducător este Adunarea Generala formată din Directorii Regionali în frunte cu Presedintele Confederatiei, și se ghideaza dupa Statutul Confederației IPSC (IPSC Constitution) și Cartea de Reguli, care cuprinde regulamentele.
Confederația este o organizație internațională, țările (regiunile), reprezentate prin Directorii Regionali(RD), își au propriile organizații, sub umbrela Confederației IPSC.
Președintele în exercițiu al IPSC este Vitaly Kryuchin, Regiunea România este reprezentata din 2009 si pana in prezent de catre Dr. Jimmy R. BARBUTI în calitate de Director Regional al IPSC România, iar organizația recunoscută de catre IPSC este Asociația IPSC România, înființată în decembrie 2009 la Arad, al carei Presedinte Fondator este Dr. Jimmy R. Barbuti.

## Procedura și punctarea
Practicarea tirului sportiv dinamic presupune stăpânirea în condiții de deplină siguranță a armelor de foc cu putere mare, ceea ce este mai dificil decât utilizarea pistoalelor de tras la țintă cu recul mic, în spacial atunci când competitorii încearcă să se deplaseze cât de repede posibil. Țintele de regulă sunt amplasate foarte aproape dar uneori ele pot fi chiar și la 50 de metri distanță. Țintirea unei zone cu diametru de 15 cm pare să fie ceva ușor pentru trăgători experimentați de pistol, dar în IPSC sunt folosite doar pistoale cu calibru mare: 9mm sau mai mare 40S&W,45ACP, adică arme de foc cu putere.
Timpul este un factor cheie. Scorul se împarte la timpul obținut pentru atingerea acelui scor.

## Divizii competitive
Sportivii la categoria pistol pot intra la oricare din cele cinci divizii depinzând ce tip de armă utilizează: Open, Standard, Production, Modified, Revolver Standard, dar IPSC nu se rezumă doar la pistol, sunt patru discipline: pistol (IPSC Handgun), carabină (IPSC Rifle), pușcă (IPSC Shotgun) si AirSoft (IPSC Action Air).
Proba de carabină și pușcă sunt asemănătoare probei de pistol dar totuși diferite în mai multe detalii.
Participarea la toate probele scoate la iveală adevăratele calități ale sportivului de elită.
În marile competiții se aduc împreuna mai multe discipline, la fiecare disciplină se calculează scorul separat, apoi se însumează pentru rezultatul general. 
Țintele au forme geometrice, sunt de doua feluri: poper sau popice din oțel (un foc bine tras ajunge ca să le dobori)  și paper din carton unde se înregistrează acuratețea tragerii (e nevoie de 2 focuri) ținta fiind împărțită în 3 zone (A Alpha, D Delta, C Charlie), zona A centrală fiind cu punctajul maxim. Ținte multiple, ținte care se mișcă, ținte care reacționează când sunt lovite, ținte purtătoare de penalități, sau chiar ținte parțial acoperite, obstacole, mișcare, strategii competiționale și alte tehnici sunt părți integrante ale tirului sportiv dinamic IPSC care îi provoacă pe atleți și oferă divertisment spectatorilor.
Pentru respectarea normelor de siguranță și a regulamentelor de concurs vegheaza corpul Range Officer-ilor (RO). Un range officer (RO) este un instructor de tragere sau antrenor de tir care face parte din NROI (National Range Officers Association) afiliat la IROA (International Range Officers Association). La fiecare traseu de tragere este prezent în spatele fiecarui competitor un RO sau ajutorul acestuia. În cadrul competițiilor, RO sunt conduși de Range Master (RM). 
Competițiile sunt de cinci nivele: nivel 1 în cadrul filialei judetene, nivel 2 interjudețene, nivel 3 la nivel de regiune (național), nivel 4 continental sau intercontinental și nivel 5 mondial sau World Shoot. Corespunzător nivelului, RO pot arbitra la diferite niveluri de competiții, crescând în nivel în funcție de experiență și pe bază de examene susținute de IROA.
Competiții IPSC de înalt nivel se desfășoară în toată lumea din Argentina pâna în Zimbabwe, IPSC fiind sportul cu cea mai mare dezvoltare în lume la ora actuală.

## World Shoot
Din 1975 IPSC organizează Campionate Mondiale World Shoot, competiții susținute pe parcursul a mai multor zile pe mai mult de 20 de trasee de tragere unde cei mai buni atleți din toată lumea se întrec pentru a câștiga titlul de Campion Mondial IPSC.
În prezent Campionatele Mondiale IPSC se țin din 3 în 3 ani. Iată lista cu Campionii Mondiali de la edițiile trecute:
- Ray Chapman (USA): 1975 World Shoot I Zurich, Elveția
- Jan Foss (Norway): 1976 World Shoot II Salzburg, Austria
- Dave Westerhout (UK): 1977 World Shoot III Salisbury, Rhodesia
- Jimmy Von Sorgenfrei (Africa de Sud) 1979 World Shoot IV Johannesburg, Africa de Sud
- Ross Seyfried (USA): 1981 World Shoot V Johannesburg, Africa de Sud
- Rob Leatham (USA): 1983 World Shoot VI Virginia, Statele Unite
- Rob Leatham (USA): 1986 World Shoot VII Florida, Statele Unite
- Rob Leatham (USA): 1988 World Shoot VIII Caracas, Venezuela
- Doug Koenig (USA): 1990 World Shoot IX Adelaide, Australia
- Matt Mclearn (USA): 1993 World Shoot X Bisley, Anglia
- Todd Jarrett (USA): 1996 World Shoot XI Brasilia, Brazilia
- Eric Grauffel (France): 1999 World Shoot XII Cebu, Filipine
- Eric Grauffel (France): 2002 World Shoot XIII Pietersburg, Africa de Sud
- Eric Grauffel (France): 2005 World Shoot XIV Guayaquil, Ecuador
- Eric Grauffel (France): 2008 World Shoot XV Bali, Indonesia

World Shoot XVI 2011 va fi organizat de Grecia.
Bibliografie: www.ipsc.org